# Névian
Névian  est une commune française située dans le nord-est du département de l'Aude en région Occitanie. Son parc éolien est un des plus grands de France.

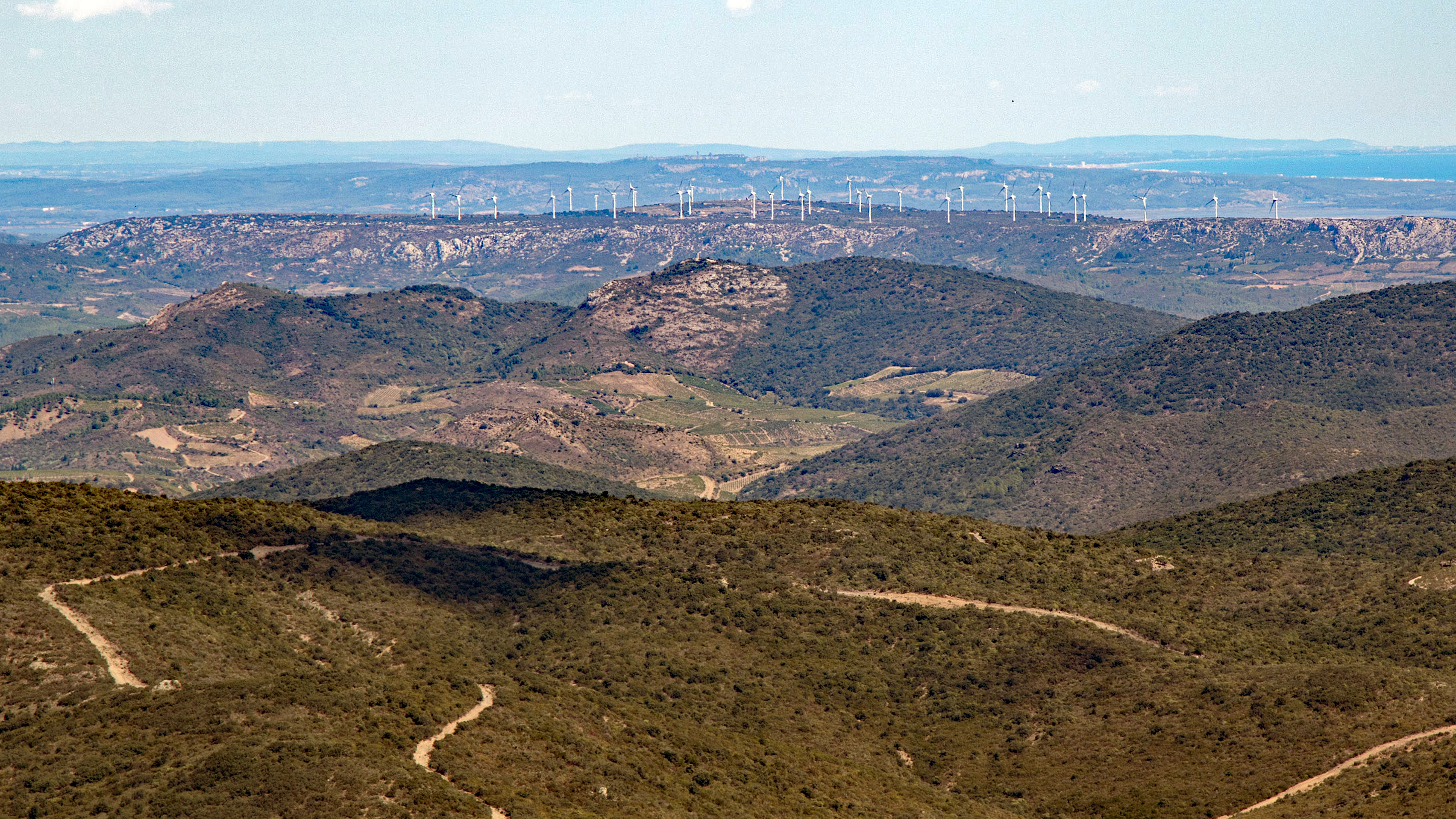
Le parc éolien de Névian vu du sud.

Sur le plan historique et culturel, la commune fait partie du Narbonnais, un pays comprenant Narbonne et sa périphérie, le massif de la Clape et la bande lagunaire des étangs. Exposée à un climat méditerranéen, elle est drainée par l'Orbieu, le ruisseau de Clottes, le ruisseau de la Mayral et par divers autres petits cours d'eau. La commune possède un patrimoine naturel remarquable : un site Natura 2000 (la « vallée de l'Orbieu ») et trois zones naturelles d'intérêt écologique, faunistique et floristique.
Névian est une commune rurale qui compte 1 283 habitants en 2022, après avoir connu une forte hausse de la population depuis 1975. Elle fait partie de l'aire d'attraction de Narbonne. Ses habitants sont appelés les Névianais ou  Névianaises.

## Géographie

### Localisation
Commune située dans les Corbières sur l'Orbieu dans l'est du département de l'Aude, à 11 km à l'ouest de Narbonne et à 12 km à l'est de Lézignan-Corbières.

### Communes limitrophes
Les communes limitrophes sont Bizanet, Cruscades, Marcorignan, Montredon-des-Corbières, Narbonne, Ornaisons, Raissac-d'Aude et Villedaigne.
| Villedaigne | Raissac-d'Aude | Marcorignan             |
| Cruscades   | Névian         | Narbonne                |
| Ornaisons   | Bizanet        | Montredon-des-Corbières |

### Voies de communication et transports
La commune est desservie par la ligne 9 des Autobus de Narbonne.

### Hydrographie
La commune est dans la région hydrographique « Côtiers méditerranéens », au sein du bassin hydrographique Rhône-Méditerranée-Corse. Elle est drainée par l'Orbieu, le ruisseau de Clottes, le ruisseau de la Mayral, le ruisseau de Mont-Laurier, le ruisseau de Saint-Antoine et le ruisseau des Balmades, qui constituent un réseau hydrographique de 7 km de longueur totale,.
L'Orbieu, d'une longueur totale de 84,1 km, prend sa source dans la commune de Fourtou et s'écoule du sud-ouest vers le nord-est. Il traverse la commune et se jette dans l'Aude à Saint-Nazaire-d'Aude, après avoir traversé 22 communes.

### Climat
Pour des articles plus généraux, voir Climat de l'Occitanie et Climat de l'Aude.
En 2010, le climat de la commune est de type climat méditerranéen franc, selon une étude s'appuyant sur une série de données couvrant la période 1971-2000. En 2020, Météo-France publie une typologie des climats de la France métropolitaine dans laquelle la commune est exposée à un climat méditerranéen et est dans la région climatique Provence, Languedoc-Roussillon, caractérisée par une pluviométrie faible en été, un très bon ensoleillement (2 600 h/an), un été chaud (21,5 °C), un air très sec en été, sec en toutes saisons, des vents forts (fréquence de 40 à 50 % de vents > 5 m/s) et peu de brouillards.
Pour la période 1971-2000, la température annuelle moyenne est de 15 °C, avec  une amplitude thermique annuelle de 15,9 °C. Le cumul annuel moyen de précipitations est de 582 mm, avec 5,8 jours de précipitations en janvier et 2,6 jours en juillet. Pour la période 1991-2020 la température moyenne annuelle observée sur la station météorologique la plus proche, située sur la commune de Narbonne à 9 km à vol d'oiseau, est de 15,3 °C et le cumul annuel moyen de précipitations est de 635,3 mm,. Pour l'avenir, les paramètres climatiques de la commune estimés pour 2050 selon différents scénarios d’émission de gaz à effet de serre sont consultables sur un site dédié publié par Météo-France en novembre 2022.

### Milieux naturels et biodiversité

#### Réseau Natura 2000

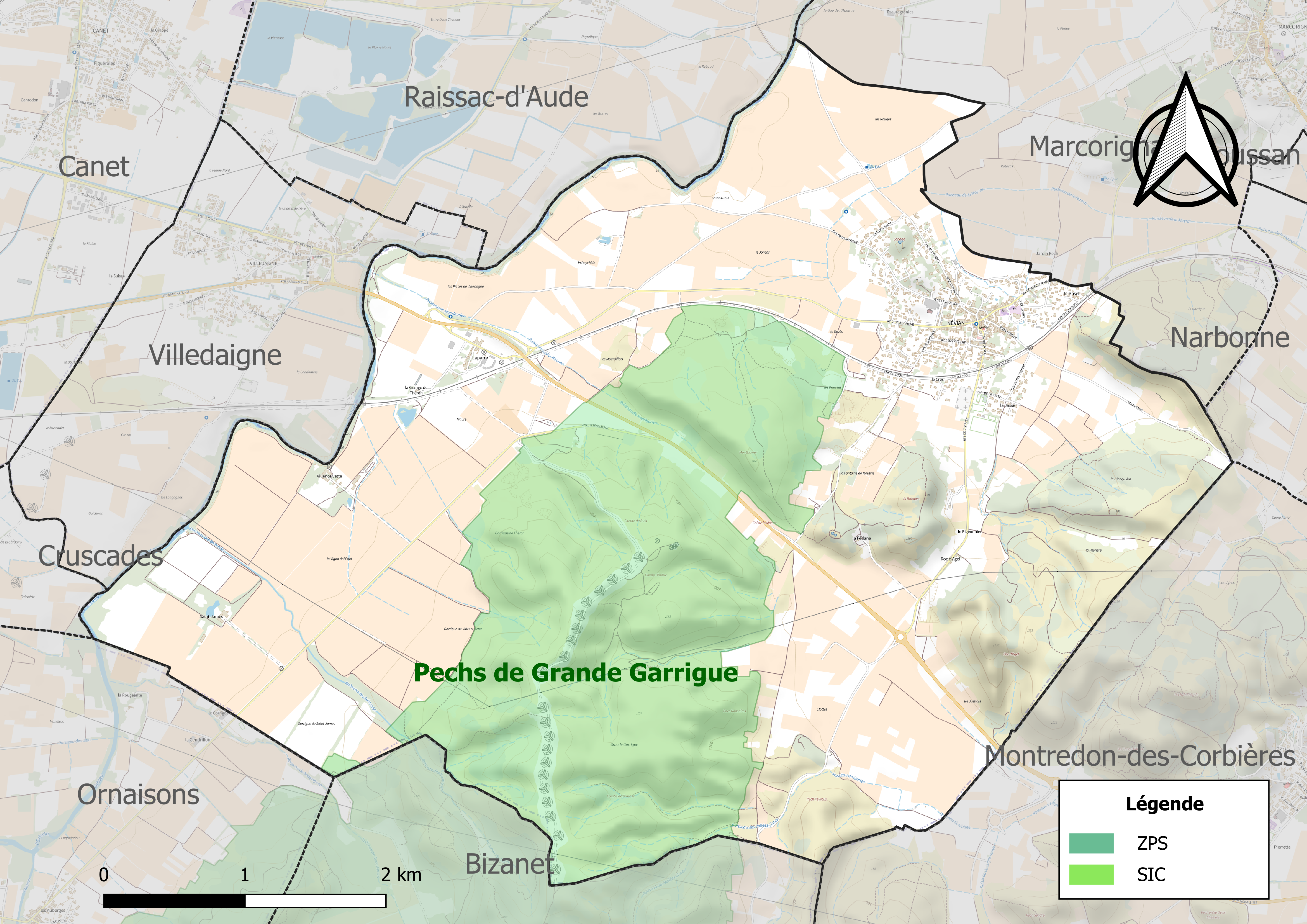
Site Natura 2000 sur le territoire communal.

Le réseau Natura 2000 est un réseau écologique européen de sites naturels d'intérêt écologique élaboré à partir des directives habitats et oiseaux, constitué de zones spéciales de conservation (ZSC) et de zones de protection spéciale (ZPS).
Un site Natura 2000 a été défini sur la commune au titre de la directive habitats : la « vallée de l'Orbieu », d'une superficie de 17 765 ha, servant d'habitat, entre autres, pour le Barbeau méridional et du Desman des Pyrénées en limite nord de répartition.

#### Zones naturelles d'intérêt écologique, faunistique et floristique
L’inventaire des zones naturelles d'intérêt écologique, faunistique et floristique (ZNIEFF) a pour objectif de réaliser une couverture des zones les plus intéressantes sur le plan écologique, essentiellement dans la perspective d’améliorer la connaissance du patrimoine naturel national et de fournir aux différents décideurs un outil d’aide à la prise en compte de l’environnement dans l’aménagement du territoire.
Une ZNIEFF de type 1 est recensée sur la commune :
les « pechs de Grande Garrigue » (991 ha), couvrant 3 communes du département et deux ZNIEFF de type 2, : 
- les « collines narbonnaises » (3 808 ha), couvrant 7 communes du département[17] ;
- la « vallée aval de l'Orbieu » (445 ha), couvrant 12 communes du département[18].

Carte des ZNIEFF de type 1 et 2 à Névian.
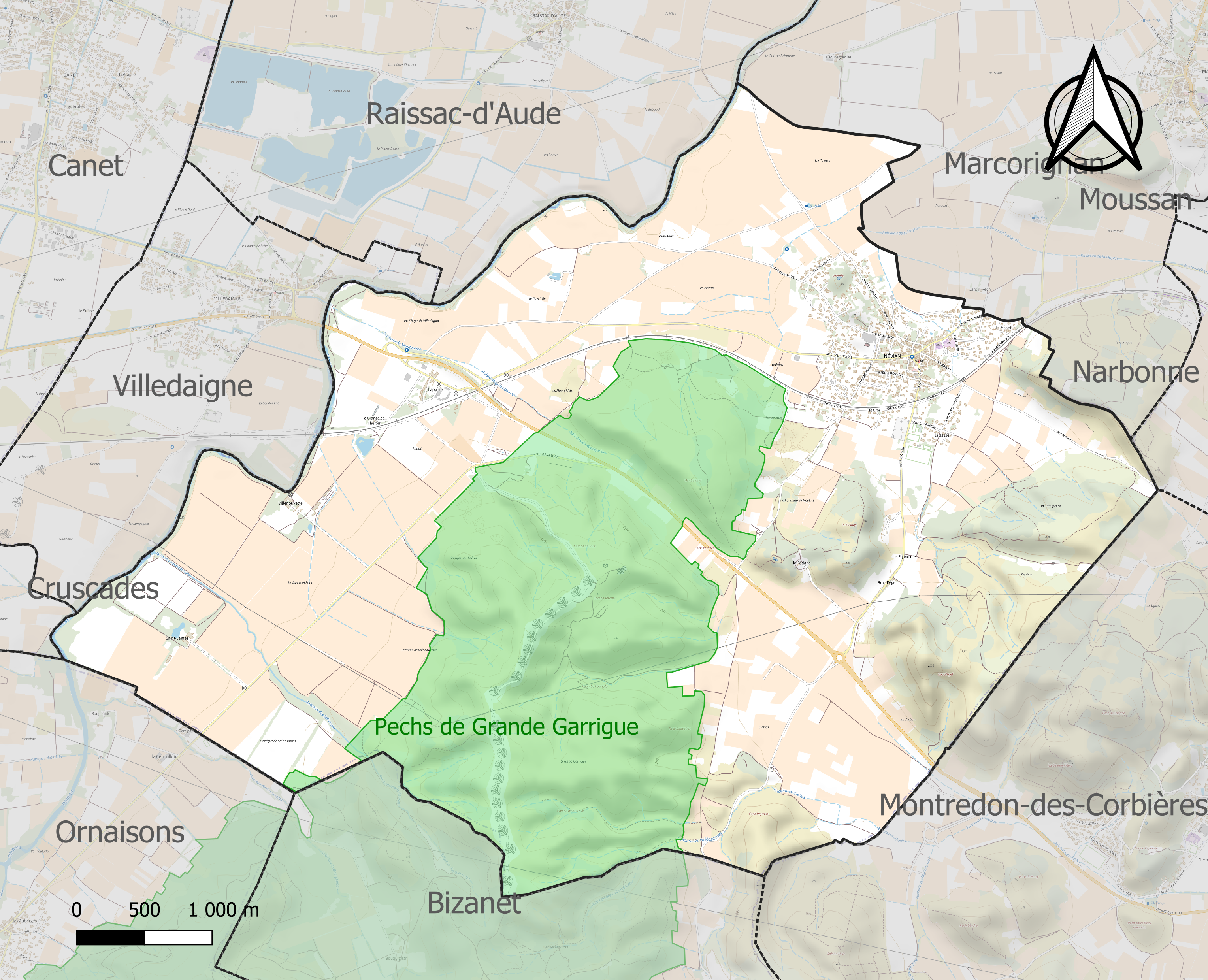
Carte de la ZNIEFF de type 1 sur la commune.
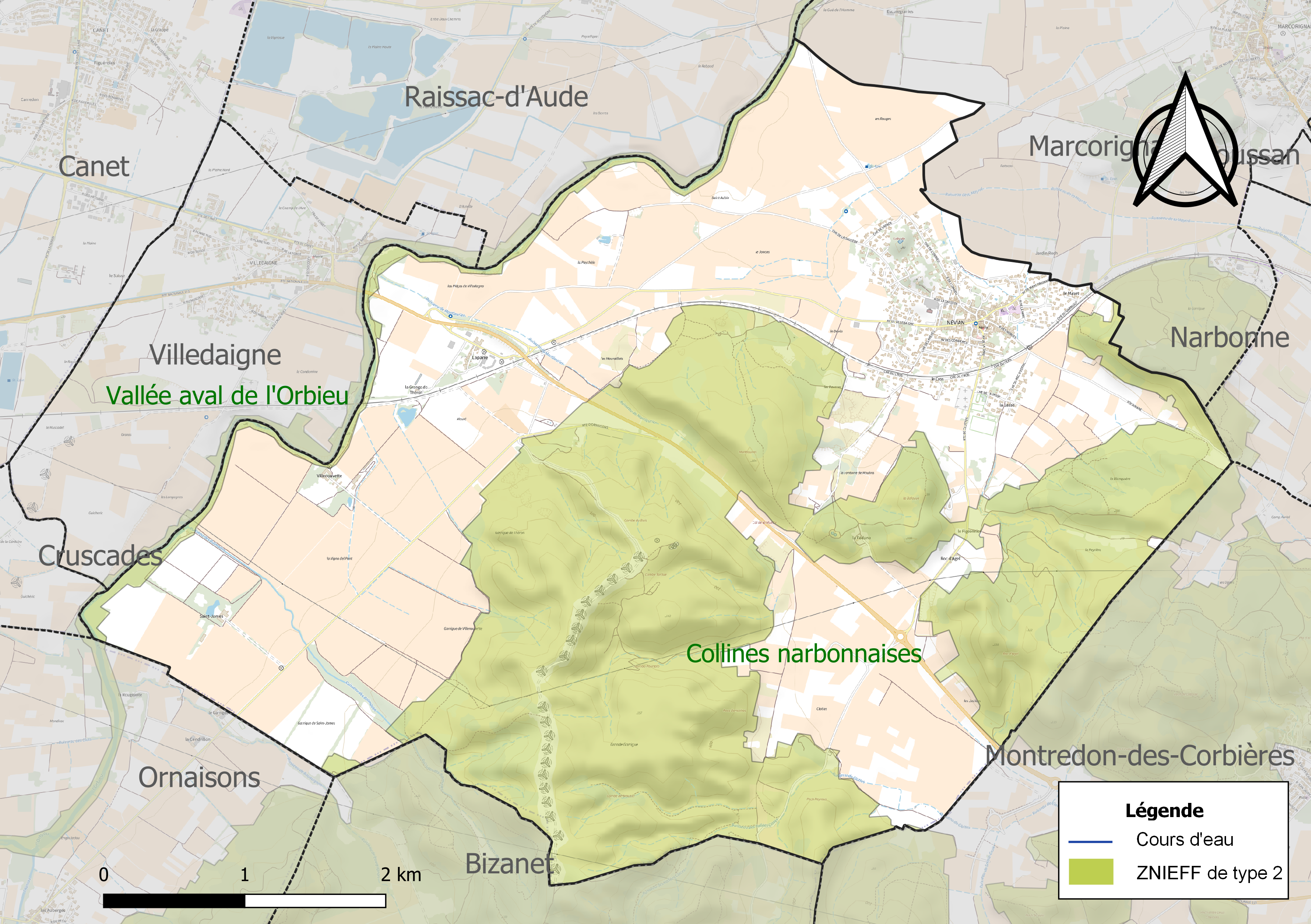
Carte des ZNIEFF de type 2 sur la commune.

## Urbanisme

### Typologie
Au 1er janvier 2024, Névian est catégorisée bourg rural, selon la nouvelle grille communale de densité à 7 niveaux définie par l'Insee en 2022.
Elle est située hors unité urbaine. Par ailleurs la commune fait partie de l'aire d'attraction de Narbonne, dont elle est une commune de la couronne,. Cette aire, qui regroupe 71 communes, est catégorisée dans les aires de 50 000 à moins de 200 000 habitants,.

### Occupation des sols
L'occupation des sols de la commune, telle qu'elle ressort de la base de données européenne d’occupation biophysique des sols Corine Land Cover (CLC), est marquée par l'importance des territoires agricoles (52,3 % en 2018), en diminution par rapport à 1990 (55,7 %). La répartition détaillée en 2018 est la suivante : 
cultures permanentes (52,3 %), milieux à végétation arbustive et/ou herbacée (41,8 %), zones urbanisées (4,9 %), forêts (1 %). L'évolution de l’occupation des sols de la commune et de ses infrastructures peut être observée sur les différentes représentations cartographiques du territoire : la carte de Cassini (XVIIIe siècle), la carte d'état-major (1820-1866) et les cartes ou photos aériennes de l'IGN pour la période actuelle (1950 à aujourd'hui).

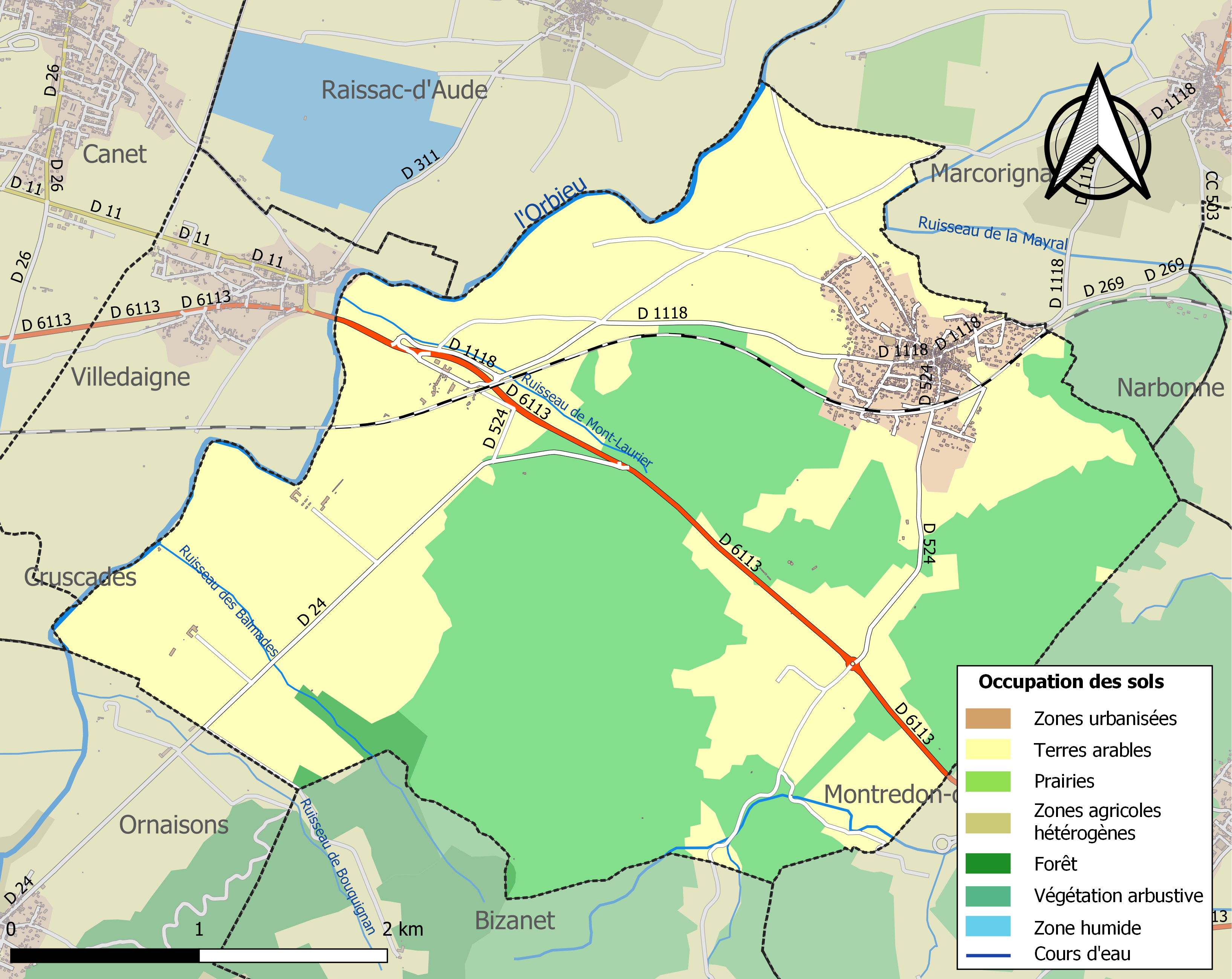
Carte des infrastructures et de l'occupation des sols de la commune en 2018 (CLC).

### Risques majeurs
Le territoire de la commune de Névian est vulnérable à différents aléas naturels : météorologiques (tempête, orage, neige, grand froid, canicule ou sécheresse), inondations, feux de forêts et séisme (sismicité faible). Il est également exposé à un risque technologique,  le transport de matières dangereuses. Un site publié par le BRGM permet d'évaluer simplement et rapidement les risques d'un bien localisé soit par son adresse soit par le numéro de sa parcelle.

#### Risques naturels
La commune fait partie du territoire à risques importants d'inondation (TRI) de Narbonne, regroupant 18 communes du bassin de vie de l'agglomération narbonnaise, un des 31 TRI qui ont été arrêtés fin 2012 sur le bassin Rhône-Méditerranée, retenu au regard des submersions marines et des débordements des cours d’eau l’Aude, l'Orbieu et la Berre. Des cartes des surfaces inondables ont été établies pour trois scénarios : fréquent (crue de temps de retour de 10 ans à 30 ans), moyen (temps de retour de 100 ans à 300 ans) et extrême (temps de retour de l'ordre de 1 000 ans, qui met en défaut tout système de protection),. La commune a été reconnue en état de catastrophe naturelle au titre des dommages causés par les inondations et coulées de boue survenues en 1982, 1987, 1989, 1992, 1994, 1996, 1999, 2005, 2006, 2009, 2014, 2018 et 2019,.

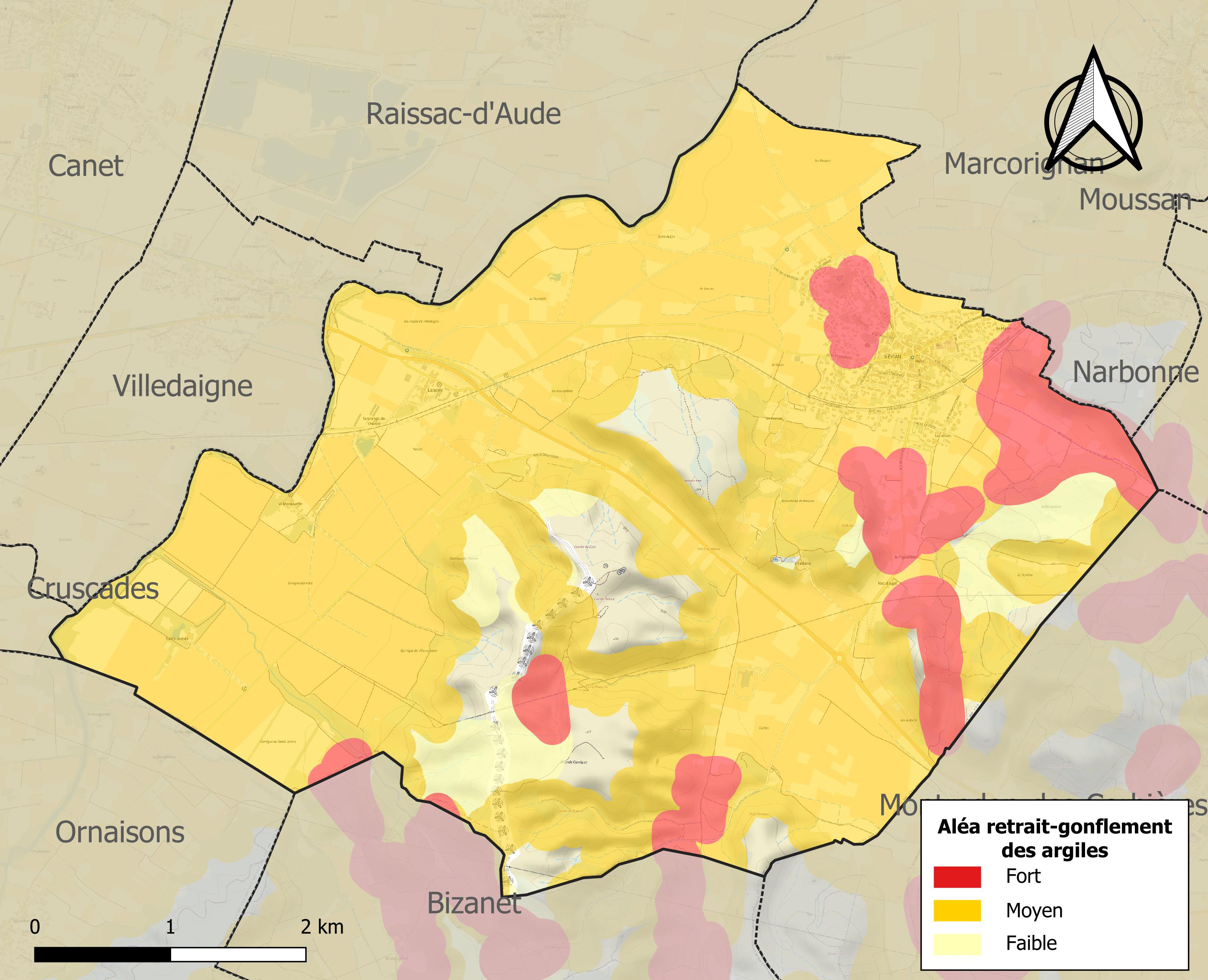
Carte des zones d'aléa retrait-gonflement des sols argileux de Névian.

Le retrait-gonflement des sols argileux est susceptible d'engendrer des dommages importants aux bâtiments en cas d’alternance de périodes de sécheresse et de pluie. 86,9 % de la superficie communale est en aléa moyen ou fort (75,2 % au niveau départemental et 48,5 % au niveau national). Sur les 595 bâtiments dénombrés sur la commune en 2019, 595 sont en aléa moyen ou fort, soit 100 %, à comparer aux 94 % au niveau départemental et 54 % au niveau national. Une cartographie de l'exposition du territoire national au retrait gonflement des sols argileux est disponible sur le site du BRGM,.

#### Risques technologiques
Le risque de transport de matières dangereuses sur la commune est lié à sa traversée par une route à fort trafic et une ligne de chemin de fer. Un accident se produisant sur de telles infrastructures est en effet susceptible d’avoir des effets graves au bâti ou aux personnes jusqu’à 350 m, selon la nature du matériau transporté. Des dispositions d’urbanisme peuvent être préconisées en conséquence.

## Histoire
Névian a sans doute une origine gallo-romaine. Certains documents très anciens font référence à un "castrum de Liviano".

## Politique et administration

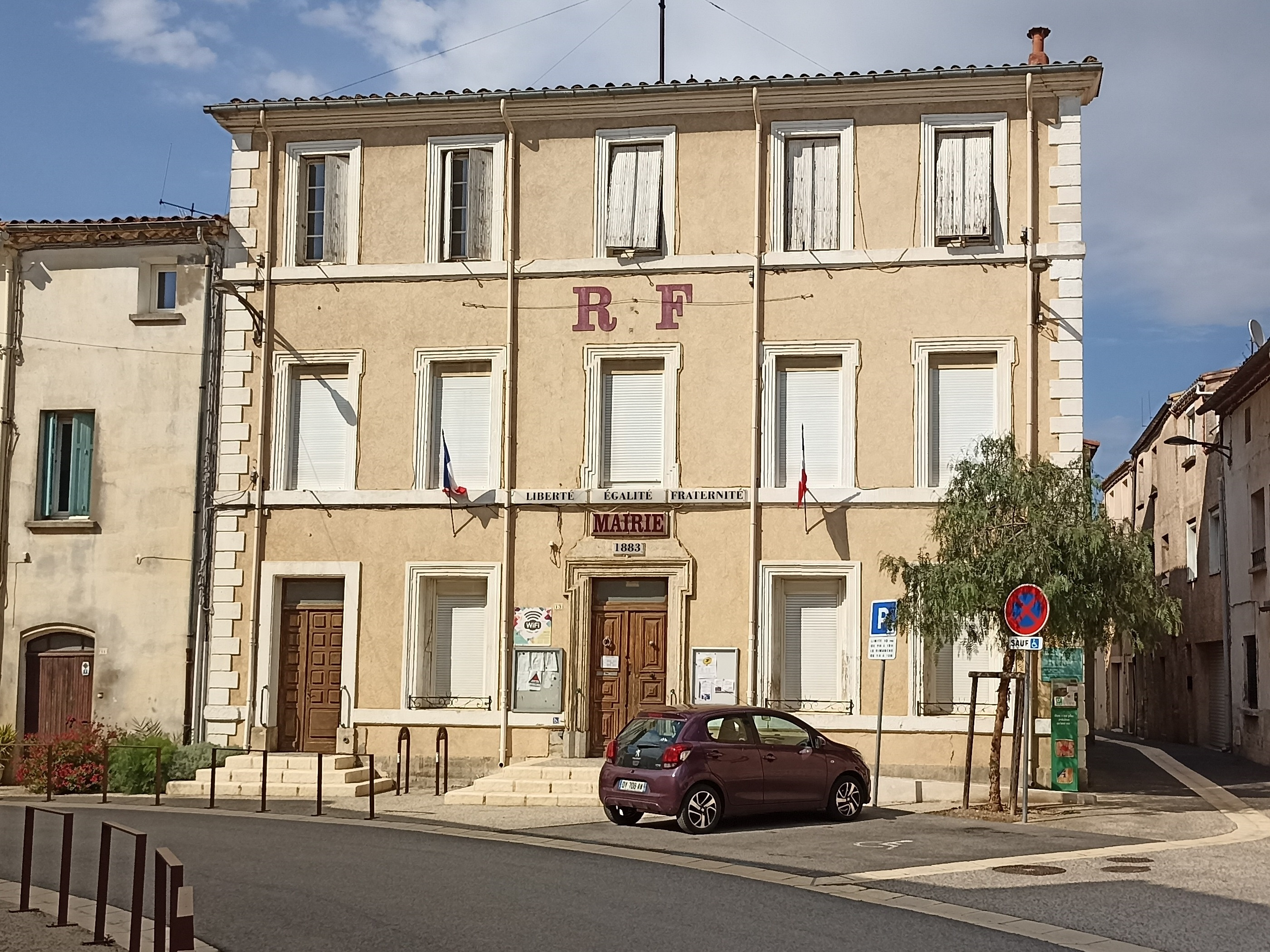
Mairie de Névian.

### Liste des maires
| Période                                  | Période       | Identité            | Étiquette | Qualité |
| ---------------------------------------- | ------------- | ------------------- | --------- | --- |
| 1992                                     | novembre 2004 | Jean-Pierre Dunyach | PS        | |
| novembre 2004                            | En cours      | Magali Vergnes      | Ex-PS     | Enseignante, conseillère régionale, présidente du Pays de la Narbonnaise, vice-présidente du Grand Narbonne |
| Les données manquantes sont à compléter. |               |                     |           | |

## Population et société

### Démographie
| 1793 | 1800 | 1806 | 1821 | 1831 | 1836 | 1841 | 1846 | 1851 |
| ---- | ---- | ---- | ---- | ---- | ---- | ---- | ---- | ---- |
| 365  | 389  | 401  | 482  | 492  | 538  | 574  | 579  | 577  |

| 1856 | 1861 | 1866 | 1872 | 1876 | 1881  | 1886  | 1891  | 1896  |
| ---- | ---- | ---- | ---- | ---- | ----- | ----- | ----- | ----- |
| 579  | 690  | 812  | 784  | 968  | 1 090 | 1 108 | 1 155 | 1 120 |

| 1901  | 1906  | 1911 | 1921 | 1926 | 1931 | 1936 | 1946 | 1954 |
| ----- | ----- | ---- | ---- | ---- | ---- | ---- | ---- | ---- |
| 1 115 | 1 027 | 938  | 859  | 869  | 917  | 791  | 656  | 659  |

| 1962 | 1968 | 1975 | 1982 | 1990 | 1999  | 2006  | 2007  | 2012  |
| ---- | ---- | ---- | ---- | ---- | ----- | ----- | ----- | ----- |
| 653  | 689  | 758  | 815  | 917  | 1 087 | 1 275 | 1 303 | 1 276 |

| 2017  | 2022  | - | - | - | - | - | - | - |
| ----- | ----- | - | - | - | - | - | - | - |
| 1 301 | 1 283 | - | - | - | - | - | - | - |

### Enseignement
Une école municipale et public est présente à Névian allant de la maternelle jusqu'à la fin de l'école primaire.

### Sports

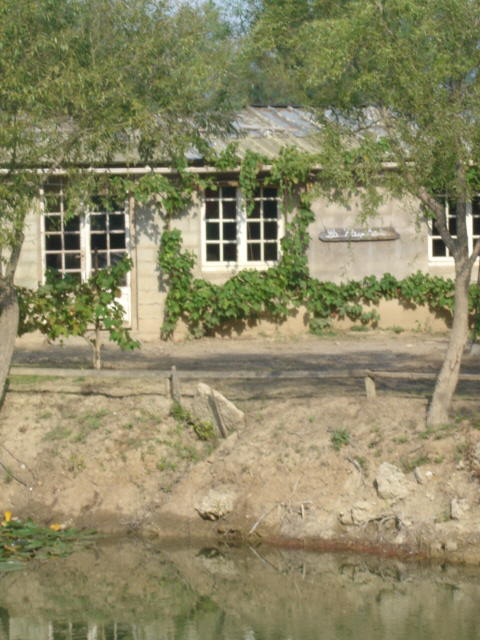
Association La Paychelo.

- UNCA : Union Névian Canet : club de rugby à XV.
- Judo club néviannais : loisirs et compétitions.
- Association "La Paychelo" : club de pêche
- Foulée des Éoliennes : course à pied panoramique qui a eu lieu le 19 août 2007.
- En septembre 2002, une équipe de l'Agility-club Névianais monte sur le podium du Championnat du Monde d'agility à Dortmund en Allemagne : c'est Christine Charpentier et son chien Loch Macleod (3e).
- En septembre 2004, à Montichiari (Italie), elle est capitaine de l'équipe de France, Gilles Sentost, aussi de Névian, est son adjoint principal au sein du staff technique de l'équipe de France d'agility. Tous deux deviennent champions du monde lors de cette compétition.
- Terrain de tennis accessible à toute heure.

## Économie

### Revenus
En 2018  (données Insee publiées en septembre 2021), la commune compte 540 ménages fiscaux, regroupant 1 282 personnes. La médiane du revenu disponible par unité de consommation est de 20 920 € (19 240 € dans le département).

### Emploi
| Division       | 2008   | 2013   | 2018   |
| -------------- | ------ | ------ | ------ |
| Commune        | 9,2 %  | 9 %    | 7,9 %  |
| Département    | 10,2 % | 12,8 % | 12,6 % |
| France entière | 8,3 %  | 10 %   | 10 %   |

En 2018, la population âgée de 15 à 64 ans s'élève à 807 personnes, parmi lesquelles on compte 75,3 % d'actifs (67,3 % ayant un emploi et 7,9 % de chômeurs) et 24,7 % d'inactifs,. En  2018, le taux de chômage communal (au sens du recensement) des 15-64 ans est inférieur à celui de la France et du département, alors qu'en 2008 il était supérieur à celui de la France.
La commune fait partie de la couronne de l'aire d'attraction de Narbonne, du fait qu'au moins 15 % des actifs travaillent dans le pôle,. Elle compte 199 emplois en 2018, contre 192 en 2013 et 168 en 2008. Le nombre d'actifs ayant un emploi résidant dans la commune est de 551, soit un indicateur de concentration d'emploi de 36,2 % et un taux d'activité parmi les 15 ans ou plus de 56,7 %.
Sur ces 551 actifs de 15 ans ou plus ayant un emploi, 125 travaillent dans la commune, soit 23 % des habitants. Pour se rendre au travail, 89,9 % des habitants utilisent un véhicule personnel ou de fonction à quatre roues, 1,4 % les transports en commun, 6,1 % s'y rendent en deux-roues, à vélo ou à pied et 2,5 % n'ont pas besoin de transport (travail au domicile).

### Activités hors agriculture

#### Secteurs d'activités
102 établissements sont implantés  à Névian au 31 décembre 2019. Le tableau ci-dessous en détaille le nombre par secteur d'activité et compare les ratios avec ceux du département,.
| Secteur d'activité                                                                                        | Commune | Commune | Département |
| Secteur d'activité                                                                                        | Nombre  | %       | %           |
| --- | ------- | ------- | ----------- |
| Ensemble                                                                                                  | 102     | 100 %   | (100 %)     |
| Industrie manufacturière, industries extractives et autres                                                | 13      | 12,7 %  | (8,8 %)     |
| Construction                                                                                              | 19      | 18,6 %  | (14 %)      |
| Commerce de gros et de détail, transports, hébergement et restauration                                    | 33      | 32,4 %  | (32,3 %)    |
| Information et communication                                                                              | 1       | 1 %     | (1,6 %)     |
| Activités financières et d'assurance                                                                      | 1       | 1 %     | (2,7 %)     |
| Activités immobilières                                                                                    | 5       | 4,9 %   | (5,2 %)     |
| Activités spécialisées, scientifiques et techniques et activités de services administratifs et de soutien | 12      | 11,8 %  | (13,3 %)    |
| Administration publique, enseignement, santé humaine et action sociale                                    | 7       | 6,9 %   | (13,2 %)    |
| Autres activités de services                                                                              | 11      | 10,8 %  | (8,8 %)     |

Le secteur du commerce de gros et de détail, des transports, de l'hébergement et de la restauration est prépondérant sur la commune puisqu'il représente 32,4 % du nombre total d'établissements de la commune (33 sur les 102 entreprises implantées  à Névian), contre 32,3 % au niveau départemental.

#### Entreprises
Les quatre entreprises ayant leur siège social sur le territoire communal qui génèrent le plus de chiffre d'affaires en 2020 sont : 
- Euro Mat, transports routiers de fret interurbains (7 475 k€)
- Euro Bat Mat - EBM, commerce de gros (commerce interentreprises) de machines pour l'extraction, la construction et le génie civil (3 803 k€)
- Ep, vente à distance sur catalogue général (226 k€)
- Jose Martin, travaux de maçonnerie générale et gros œuvre de bâtiment (41 k€)

Névian tire ses principaux revenus de la viticulture. À partir de cépages comme le carignan, le merlot, la syrah, le grenache, la coopérative produit des vins rouges et blancs. Depuis 2005, la coopérative vend des boissons gazeuses à base de vin et d'eau ainsi que des sodas sans alcool à base de jus de raisin, d'abord sous la marque Toto Vino puis Grappy.
En février 2003, la Compagnie des Vents installe un parc de 21 éoliennes, ce qui apporte un revenu supplémentaire à la commune.

### Agriculture
La commune est dans le « Narbonnais », une petite région agricole occupant le nord-est du département de l'Aude, également dénommée localement « plaine viticole du Bas-Languedoc ». En 2020, l'orientation technico-économique de l'agriculture  sur la commune est la viticulture.
|               | 1988 | 2000 | 2010 | 2020 |
| ------------- | ---- | ---- | ---- | ---- |
| Exploitations | 55   | 55   | 45   | 29   |
| SAU (ha)      | 712  | 804  | 728  | 439  |

Le nombre d'exploitations agricoles en activité et ayant leur siège dans la commune est passé de 55 lors du recensement agricole de 1988  à 55 en 2000 puis à 45 en 2010 et enfin à 29 en 2020, soit une baisse de 47 % en 32 ans. Le même mouvement est observé à l'échelle du département qui a perdu pendant cette période 60 % de ses exploitations,. La surface agricole utilisée sur la commune a quant à elle augmenté, passant de 712 ha en 1988 à 439 ha en 2020. Parallèlement la surface agricole utilisée moyenne par exploitation a augmenté, passant de 13 à 15 ha.

## Association
Névian a aussi une association s'appelant La Paychelo qui est un club de pêche dans un petit bâtiment à côté de L'Orbieu.

## Culture locale et patrimoine

### Lieux et monuments
- Le calvaire – monument aux morts : érigé en 1860 sur l’ancien cimetière de la paroisse, le calvaire permettait aux fidèles qui le visitaient de gagner des indulgences. Un monument aux morts y a été ajouté en 1921.
- Église Saints-Paul-et-Serge de Névian.
- La coopérative viticole : construite dans les années 1930, elle a été modernisée depuis et fonctionne encore aujourd’hui.
- Le parc éolien : inauguré en février 2003 sur les hauteurs du village.
- Outre l'ancien château, propriété privée, la commune compte une ruine inauthentique témoignant du vif goût pour l'antique en Narbonnaise.
- L'école municipale public allant de la maternelle jusqu'à la fin de l'école élémentaire.

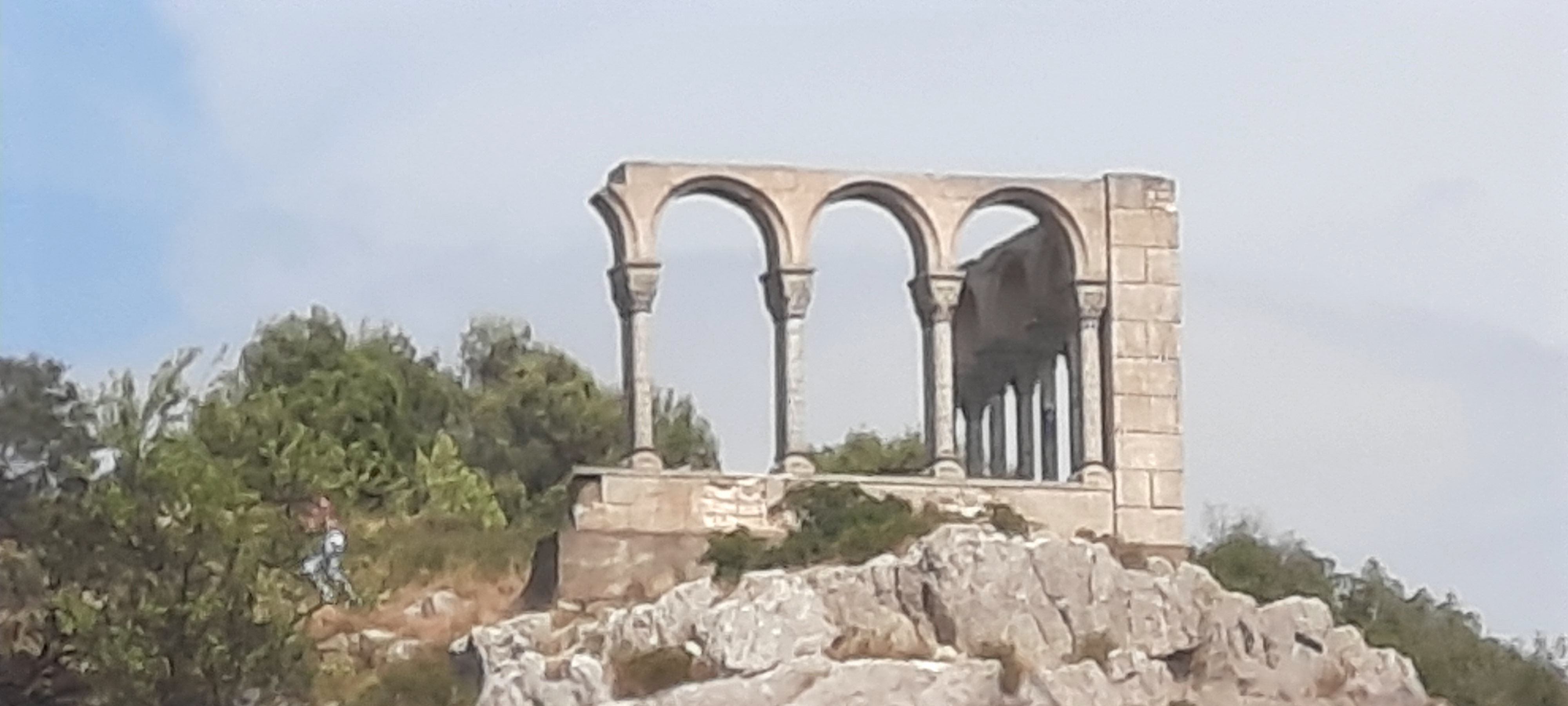
Fausse ruine.
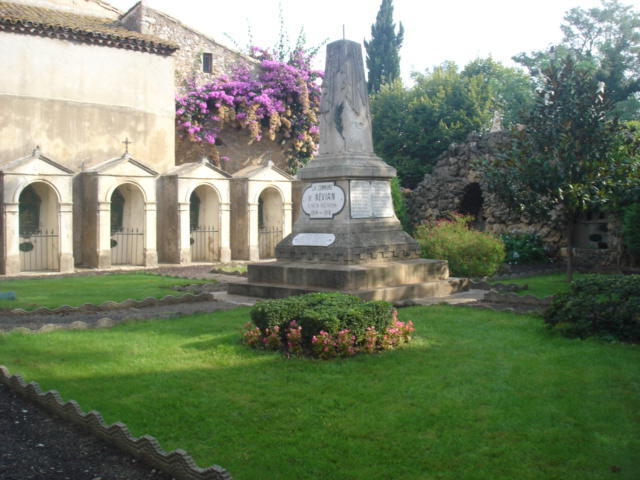
Calvaire - monument aux morts.
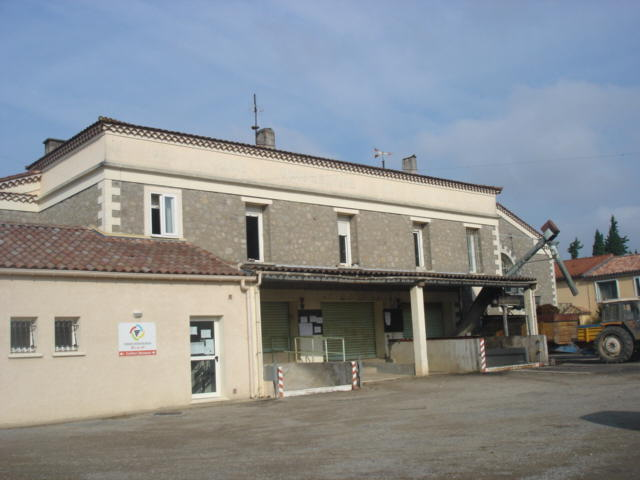
Coopérative viticole de Névian.
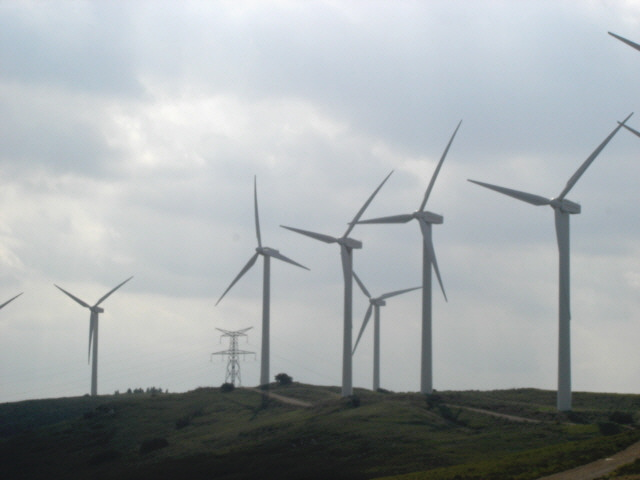
Parc éolien de Névian.
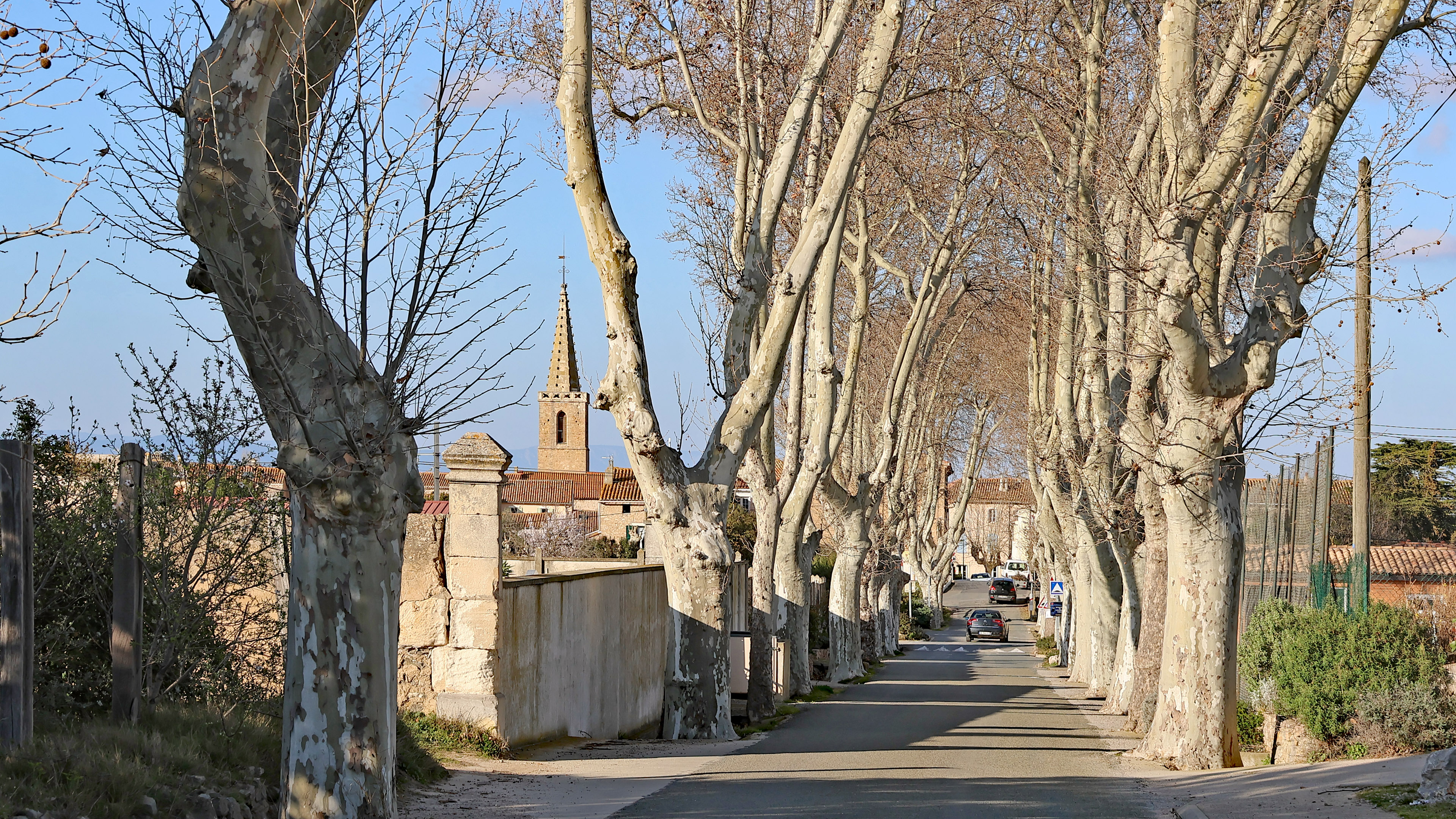
Entrée du village.
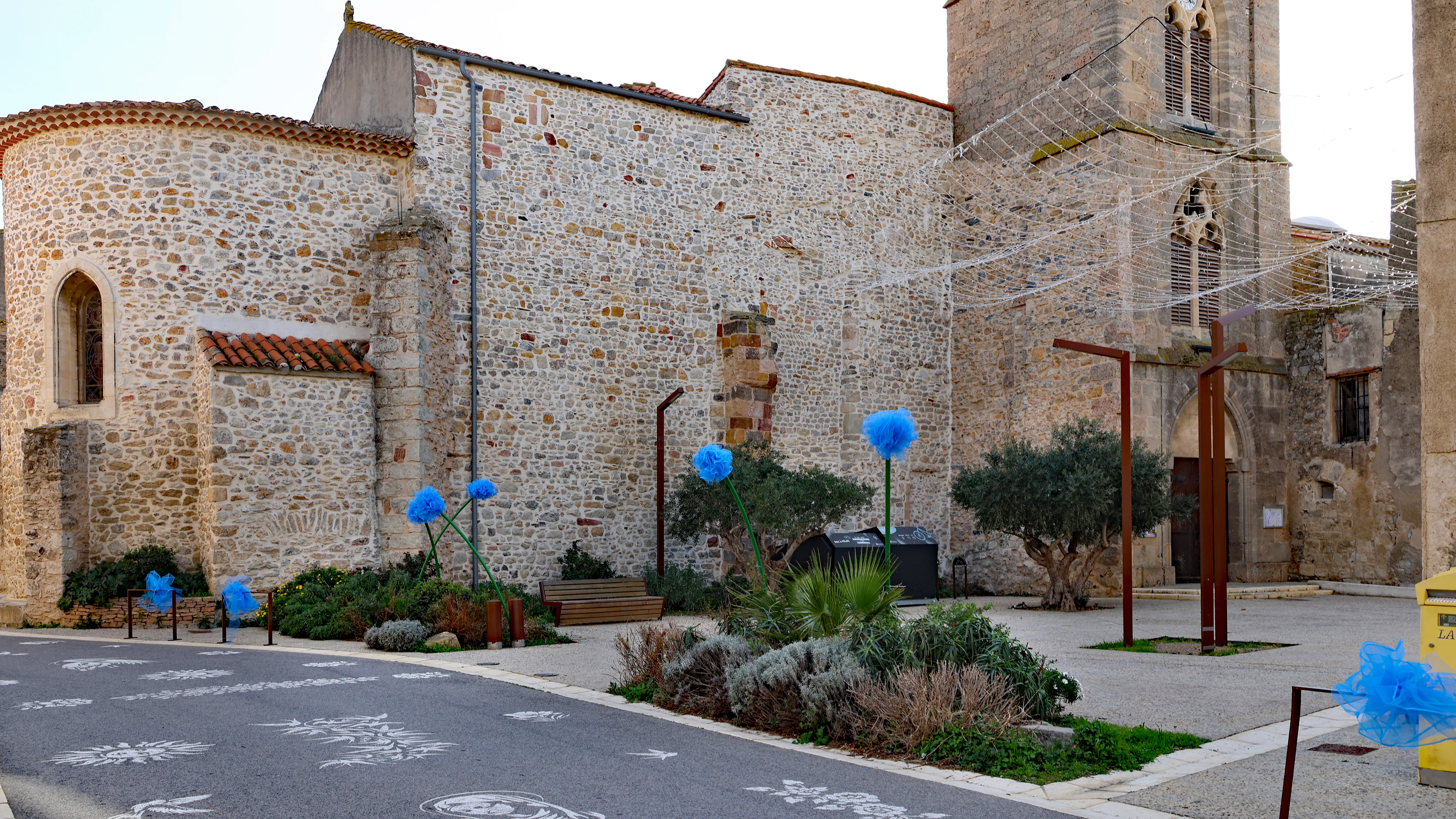
Place de l'église.

### Personnalités liées à la commune
- Paul Lévy (Saïgon 1909 - Névian 1998) ethnologue.
- Clément Estériola (né en 1990) rugbyman.

### Héraldique
| Névian | Son blasonnement est : De gueules au pal fuselé d'argent et de gueules. |